# Stefan Wigger
Stefan Wigger (Lipsia, 26 marzo 1932 – Monaco di Baviera, 13 febbraio 2013) è stato un attore tedesco.

## Filmografia
- Das lange Weihnachtsmahl (1956)
- Der trojanische Krieg findet nicht statt (1957)
- Die Berufung wird abgewiesen (1957)
- U boat 55 il corsaro degli abissi (1957)
- Ihr 106. Geburtstag (1957)
- Ein gefährlicher Mensch (1958)
- Ihr 106. Geburtstag (1958)
- Dr. Knock (1960)
- Altberliner Possenabend: Das Fest der Handwerker (1961)
- Brennpunkt (1961)
- Das Leben beginnt um acht (1962)
- Sono solo una donna (1962)
- Die Dreigroschenoper (1963)
- Randbezirk (1963)
- Eine leichte Person (1963)
- Höchste Eisenbahn (1963)
- Don Gil von den grünen Hosen (1964)
- Ticks für sechs (1965)
- Cigalon (1965)
- Das Gartenfest (1966)
- Ich suche einen Mann (1966)
- Hokuspokus oder: Wie lasse ich meinen Mann verschwinden...? (1966)
- Robin Hood, der edle Räuber (1966)
- Der Regenmacher (1966)
- Bert Brecht vor dem McCarthy-Ausschuß (1966)
- Schnappschüsse - Streiflichter aus der Dunkelkammer (1966)
- Siedlung Arkadien (1967)
- Kimper & Co. (1968)
- Ein Tod für Herrn Krotta (1968)
- Der deutsche Meister (1968)
- Othello (1968)
- Die Entwaffnung (1968)
- Auf der Lesebühne der Literarischen Illustrierten (1966-1969)
- Spaßmacher (1969)
- Weh' dem, der erbt (1969)
- Keiner erbt für sich allein (1970)
- Der Selbstmörder (1970)
- Die Theaterwerkstatt (1971)
- Flucht - Der Fall Münzenberg (1971)
- Die Kriminalerzählung (1973)
- Krankensaal 6 (1974)
- Warten auf Godot (1976)
- Heinrich Zille (1977)
- Die beiden Freundinnen (1978)
- Ein Mann will nach oben (13 episodi, 1978)
- Direktmandat (1979)
- Spaß beiseite - Herbert kommt! (un episodio, 1979)
- Der Boxer (1980)
- Ganz unter uns (1981)
- So lebten sie alle Tage (1984)
- Dies Bildnis ist zum Morden schön (1987)
- Fest im Sattel (1988)
- Der Bierkönig (1990)
- Happy Birthday, Detective! (Happy Birthday, Türke!), regia di Doris Dörrie (1992)
- Softwar (1992)
- Freunde fürs Leben (due episodi, 1992)
- Ein Haus in der Toscana (diciassette episodi, 1991-1994)
- Wilsberg (un episodio, 1995)
- Il commissario Voss (quattro episodi, 1987-1996)
- L'ispettore Derrick (sette episodi, 1989-1997)
- Der Prinzgemahl (1997)
- Am liebsten Marlene (undici episodi, 1998-1999)
- Zwei alte gauner (2002)
- Nicht ohne meinen Anwalt (2003)
- Adelheid und ihre Mörder (un episodio 2003)
- Tierarzt Dr. Engel (diciannove episodi, 2001-2004)